# Пеликан, Максим
Макси́м Пелика́н (фр. Maxime Pélican; 12 мая 1998 года, Перпиньян, Франция) — французский футболист, нападающий клуба «Ницца».

## Клубная карьера
Занимается футболом с семи лет. До 2013 года тренировался в местных клубах своего города. С 2013 года — игрок академии «Тулузы». В 2015 году дебютировал с составе второй команды, сыграв всего четыре поединка, но забив трижды. При этом свой первый мяч на взрослом уровне пришёлся сразу после выхода на замену.

## Карьера в сборной
Играл в юношеских сборных Франции различных возрастов. Стал чемпионом Европы среди юношей до 17 лет в 2015 году, сыграв на турнире во всех шести встречах. Принимал участие в чемпионате мира 2015 года среди юношеских команд.

## Достижения
Международные
- Победитель чемпионата Европы (до 17 лет): 2015